# Bilen
I bilen (conosciuti anche come belin, bilin, blin, bogo o bileni) sono un gruppo etnico residente in Eritrea, particolarmente nell'area centro-meridionale compresa fra Cheren e la capitale Asmara.
In prevalenza agricoltori, sono arrivati in Eritrea dalla vicina Etiopia intorno al XVI secolo.
La lingua bilen è di tipo cuscitico, sebbene molti parlino il tigrino o l'arabo.